# Haus Lyvermann

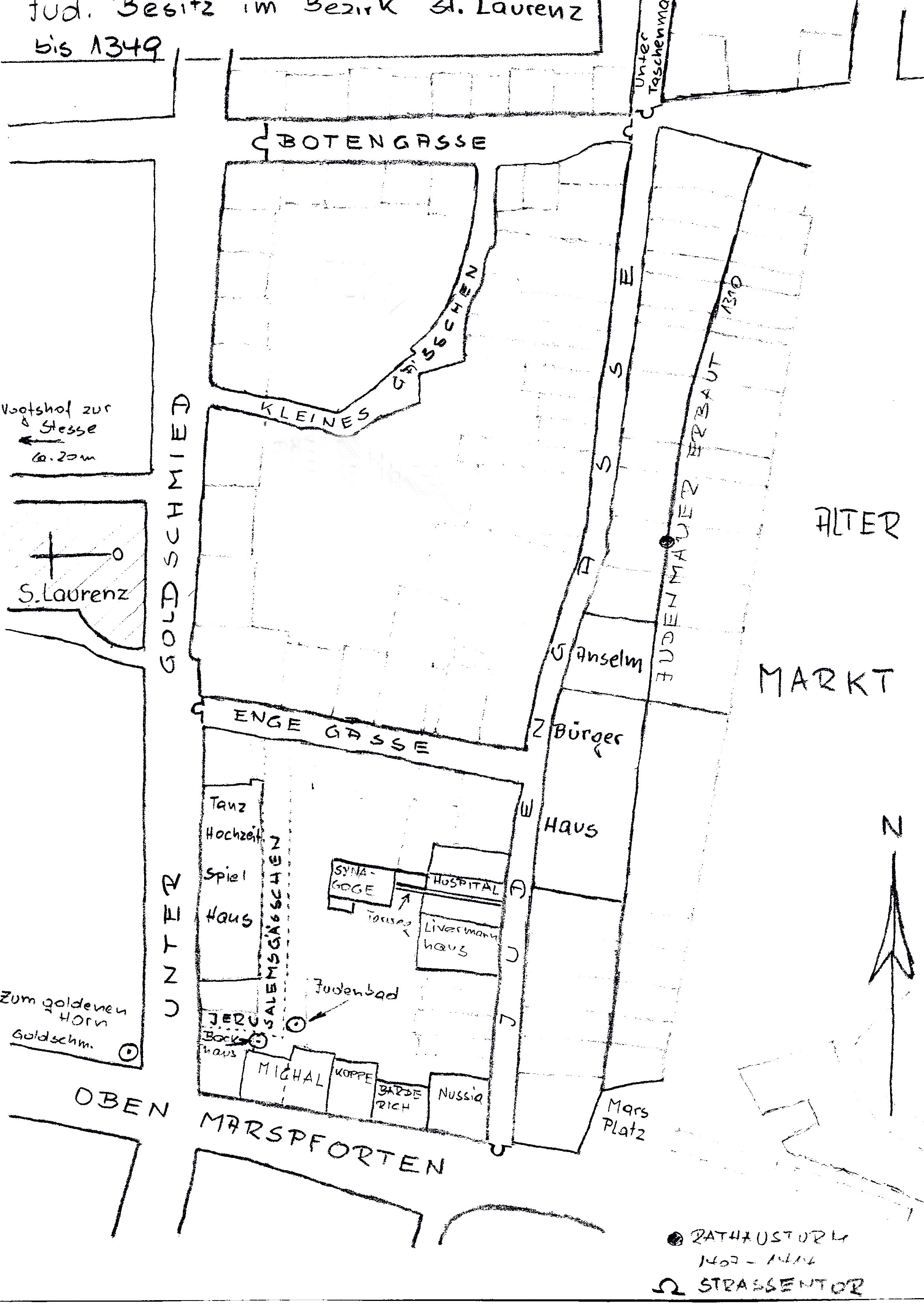
Kölner Judenviertel mit Haus Lyvermann im Jahr 1349

Das Haus Lyvermann (auch Haus Livermann; später Haus Jülich, danach Aldenbrücksches Haus) war ein Gebäude an der Judengasse im Kölner Judenviertel im Bereich der späteren Archäologischen Zone Köln.
Erbaut wurde das Haus durch den aus Düren stammenden Juden Lyvermann, der bereits 1266 ein Haus Unter Goldschmied erworben hatte und ein bedeutender jüdischer Finanzier war. Er kaufte 1270 in zwei Geschäften ein Grundstück in der Nähe der Synagoge, auf dem zu diesem Zeitpunkt zwei kleine, aneinander gebaute Häuser standen. Mit dem Kauf des zweiten Teils erhielt er am 24. Oktober die Erlaubnis, „über die genannte alte Mauer [Heidenmauer] von der Ecke des Eingangs, wo der Waschbrunnen der Juden steht, bis zur Ecke des Durchgangs, wo man zum Judenpütz geht, den Bau seines neuen Hauses“ zu setzen. Der Neubau wurde später als „das große Haus des Lyvermann“ bezeichnet.
Lyvermann verstarb spätestens 1301, anschließend erbten seine Kinder jeweils Anteile des Hauses, die zum Teil verkauft wurden. Die Bewohner zur Zeit des Pogrom von 1349 sind unbekannt; anschließend war es in weltlichem Besitz. Von 1423 an wohnten Sekretäre und Schreiber des Stadtrats in dem Haus, das nach 1424 eine Erweiterung auf der Rückseite erhielt und seitdem bis an die Ratskapelle reichte. 1878 wurde das Haus niedergelegt.
Die nordöstliche Ecke des Kellers des Hauses ist in Form einer mittelalterlichen Mauer erhalten. Ein vier Meter hoher Teil befindet sich im südlichen Bereich der Porticus, ein ähnlicher Teil im Bereich der Apsis des römischen Prätoriums, das sich zuvor an dieser Stelle befand.